# Marchagee
Marchagee is een plaats in de regio Mid West in West-Australië.

## Geschiedenis
In 1876 maakte een landmeter melding van de 'Marchagee Well'. Er werd een rustplaats voor reizigers voorzien. De naam Marchagee is Aborigines van oorsprong maar de betekenis is niet bekend.
De 'Midland Railway Company' opende er in 1899, langs de in 1894 in gebruik genomen spoorweg tussen Midland Junction en Walkaway, een nevenspoor ('siding'). Het nevenspoor werd echter weinig gebruikt omdat de omgeving maar weinig ontwikkeld was.
Pas in 1927, nadat een landmeter de streek bestudeerde, werd het dorp Marchagee officieel gesticht, en werd over de ontwikkeling van de streek nagedacht.
In 1952 werd voor het eerst een deel van de flora en fauna van de streek beschermd. Het gebied breidde uit en tegen 1975 werd het 577 hectare grote 'Marchagee Nature Reserve' ontwikkeld. Het ligt ongeveer tien kilometer ten noorden van Marchagee.

## Beschrijving
Marchagee maakt deel uit van het lokale bestuursgebied (LGA) Shire of Coorow, een landbouwdistrict met Coorow als hoofdplaats. Marchagee is een verzamel- en ophaalpunt voor de oogst van de in de streek bij de Co-operative Bulk Handling Group aangesloten graanproducenten.
In 2021 telde Marchagee 45 inwoners.

## Ligging
Marchagee ligt nabij de Midlands Road, 241 kilometer ten noordnoordoosten van de West-Australische hoofdstad Perth, 233 kilometer ten zuidoosten van Geraldton en 27 kilometer ten zuidzuidoosten van Coorow.
De spoorweg die langs Marchagee loopt maakt deel uit van het goederenspoorwegnetwerk van Arc Infrastructure.